# Palacio de los Condes de San Mateo de Valparaiso
El palacio de los Condes de San Mateo de Valparaíso está ubicado en las calles de Isabel la Católica y Venustiano Carranza en el Centro Histórico de la Ciudad de México. Edificado por Francisco Antonio Guerrero y Torres, el inmueble de estilo barroco albergó desde 1884 las instalaciones del Banco Nacional de México. A partir de junio de 2019 es sede del Foro Valparaíso, un espacio dedicado al emprendimiento, la innovación y la cultura.

## Historia

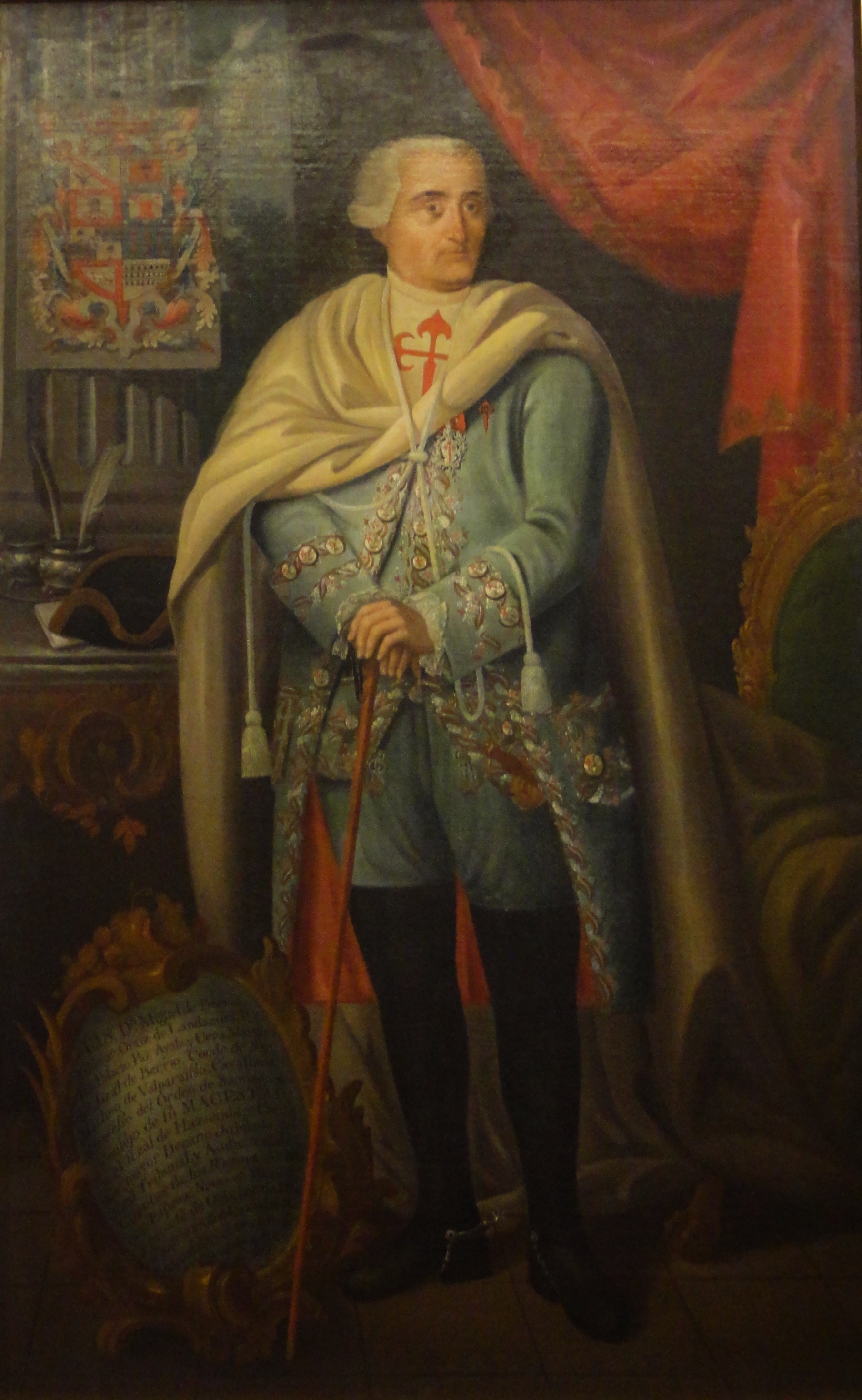
Marqués Miguel de Berrio y Zaldivar.

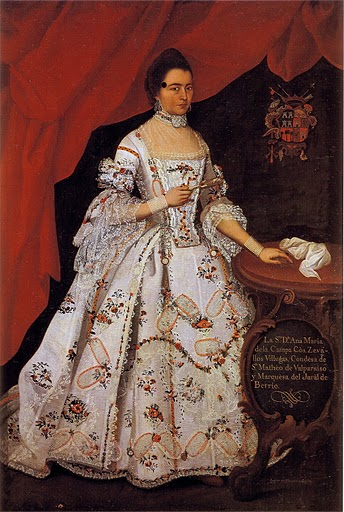
Condesa Ana María de la Campa y Cos.

El predio fue concedido en el siglo XVI por el conquistador Hernán Cortés a Alonso Nortes, quien lo vendió más tarde a Juan Cermeño. Este último erigió en dicho terreno una primera casa con aspecto de fortaleza, edificada con materiales extraídos de construcciones precolombinas.
A partir de entonces, la propiedad pasó por manos de distintos dueños. Sin embargo, la historia de la edificación que conocemos actualmente se remonta al siglo XVIII, cuando la casa fue heredada al poseedor de una de las fortunas más prominentes de la Nueva España, Miguel de Berrio y Zaldivar, marqués del Jaral de Berrio. Él y su esposa, Ana María de la Campa y Cos, condesa de San Mateo de Valparaíso, decidieron construir un palacio acorde con su prestigio y rango económico. La obra fue encomendada al arquitecto Francisco Antonio Guerrero y Torres e inició el 5 de diciembre de 1769 y concluyó el 9 de mayo de 1772.
El palacio fue totalmente remodelado, de acuerdo a los gustos y exigencias del conde; fue erigido al más puro estilo mexicano y para su construcción fue utilizada cantera de chiluca para los elementos estructurales, tezontle para recubrir los macizos de la fachada y, finalmente, detalles de azulejo de la famosa talavera de Puebla. En su exterior se puede apreciar un torreón, que contiene un lecho angular u hornacina, que resguarda la imagen mariana flanqueada con columnas salomónicas.
Fue ocupado como residencia señorial por más de 100 años, primero por sus constructores y luego por sus descendientes, doña Guadalupe Moncada de Fernández de Córdoba y don Manuel Fernández de Córdoba Moncada. Cuando se extinguió este mayorazgo, en 1867, la finca fue adjudicada a don Clemente Sanz. Más tarde pasó a su hija Dolores Sanz de Lavié, quien en abril de 1882 la vendió en 135 000 pesos, para ser la oficina principal del recién fundado Banco Nacional Mexicano. Hechas las reparaciones y trabajos de acondicionamiento para su nuevo uso, que importaron 53 500 pesos, la institución pasó a ocuparla en julio de 1883. Once meses más tarde, el 2 de junio de 1884, dicho banco y el Banco Mercantil Mexicano se fusionaron para construir el Banco Nacional de México, propietario desde entonces de esta obra, cuyos méritos artísticos determinaron fuera declarado Monumento Artístico el 25 de febrero de 1932. Estuvo abierta al público desde entonces hasta el 2010, cuando se cerraron sus puertas.

## Foro Valparaíso

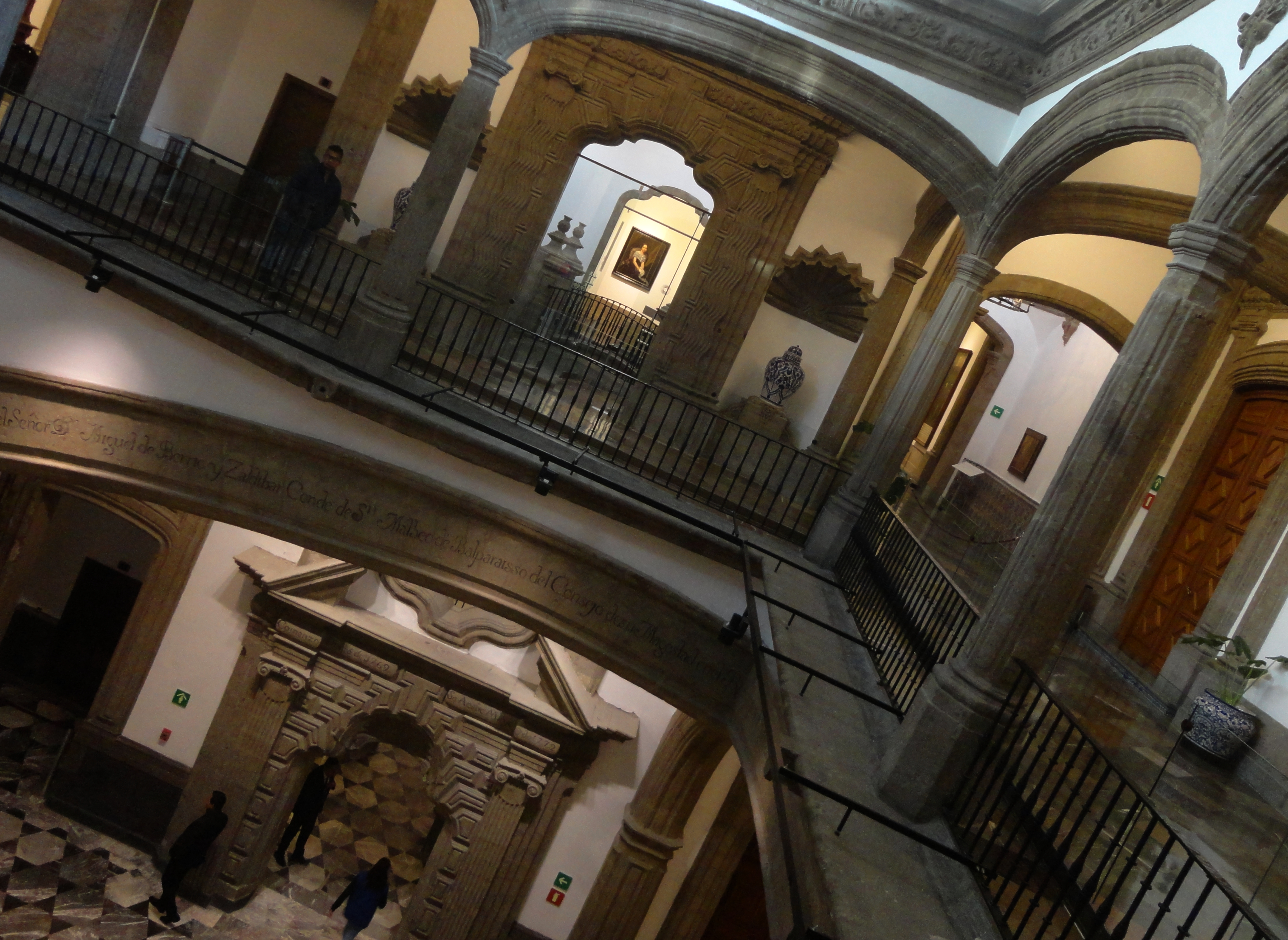
Interior del palacio.

El antiguo Palacio de los Condes de San Mateo de Valparaíso, la primera sede del Banco Nacional de México, ahora tiene como objetivo ser un espacio para inspirar a jóvenes a emprender e innovar en favor de su comunidad.
En la planta alta, el foro muestra 118 obras, propiedad del banco, que forman parte de la colección pictórica privada institucional más importante que existe de tema mexicano. También hay salas dedicadas a la historia del Palacio y de la familia que lo construyó; la trayectoria del Banco Nacional de México y sus principales decisiones corporativas; el trabajo de sus colaboradores y las acciones de compromiso social que lleva a cabo la empresa, como muestra de la responsabilidad que tiene con la cultura y el desarrollo del país.
La planta baja es un espacio de interacción que incluye una sala sobre la innovación bancaria y las contribuciones del Banco que han cambiado la cultura financiera y la vida cotidiana de los mexicanos; y otra es un laboratorio de Emprendimiento dirigido sobre todo a los jóvenes que buscan transformar su entorno familiar, comunitario, educativo o profesional.